# Кабановська сільська рада
Каба́новська сільська рада (рос. Кабановский сельский совет) — сільське поселення у складі Усть-Калманського району Алтайського краю Росії.
Адміністративний центр — село Кабаново.

## Історія
2010 року ліквідована Усть-Комишенська сільська рада (села Єльцовка, Усть-Комишенка), територія увійшла до складу Кабановської сільради.

## Населення
Населення — 1250 осіб (2019; 1558 в 2010, 1903 у 2002).

## Склад
До складу сільської ради входять:
| Населений пункт       | Населення, осіб (2002) | Населення, осіб (2010) |
| --------------------- | ---------------------- | ---------------------- |
| Бураново, село        | 308                    | 233                    |
| Єльцовка, село        | 241                    | 193                    |
| Кабаново, село        | 801                    | 684                    |
| Усть-Єрміліха, селище | 123                    | 74                     |
| Усть-Комишенка, село  | 430                    | 374                    |